# Odense Staalskibsværft

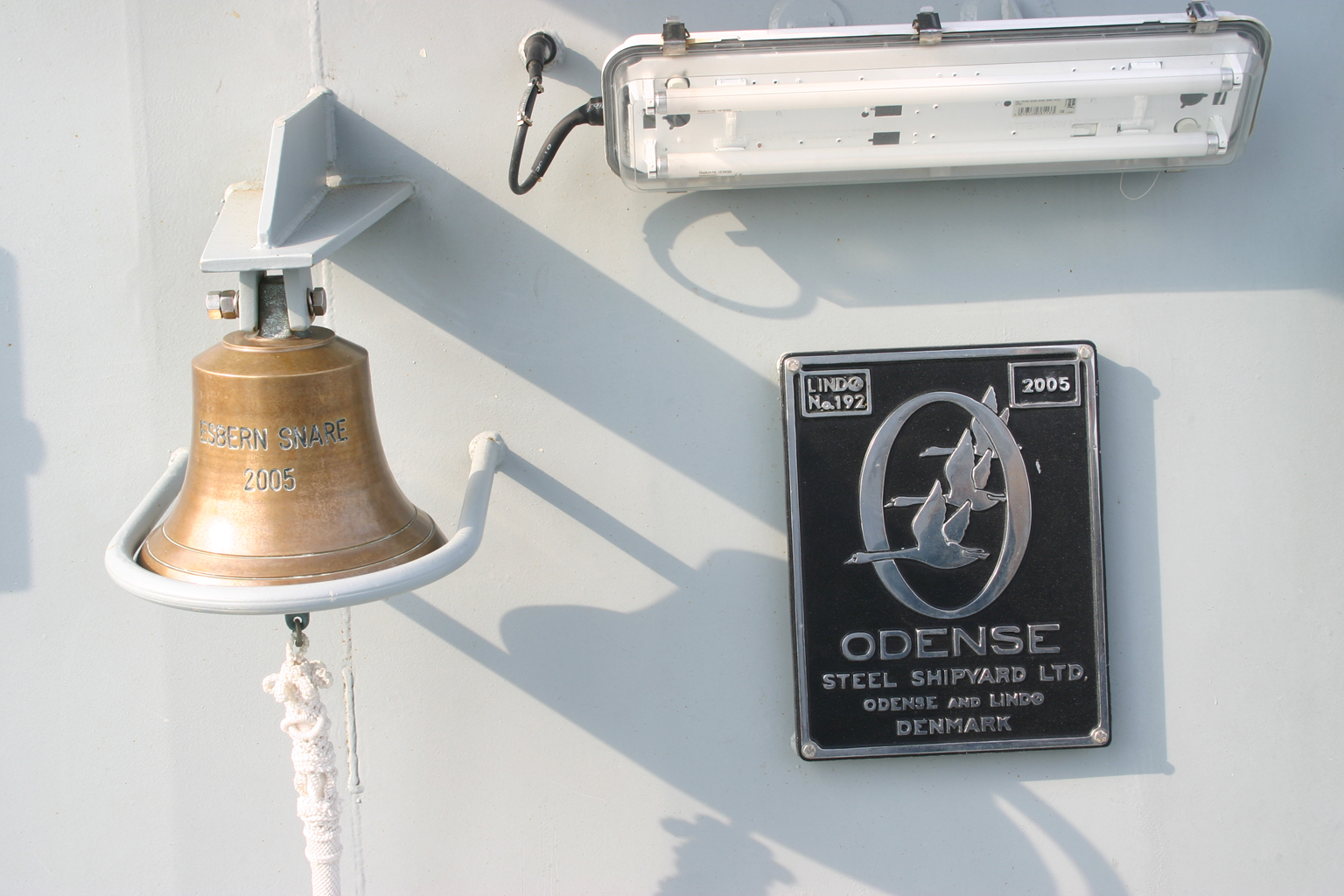
Tillverkarskylt på HDMS Snare

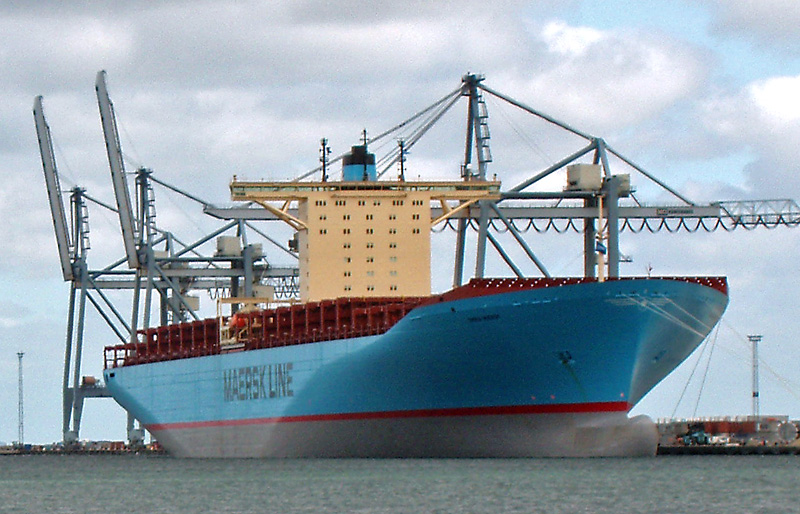
Emma Maersk

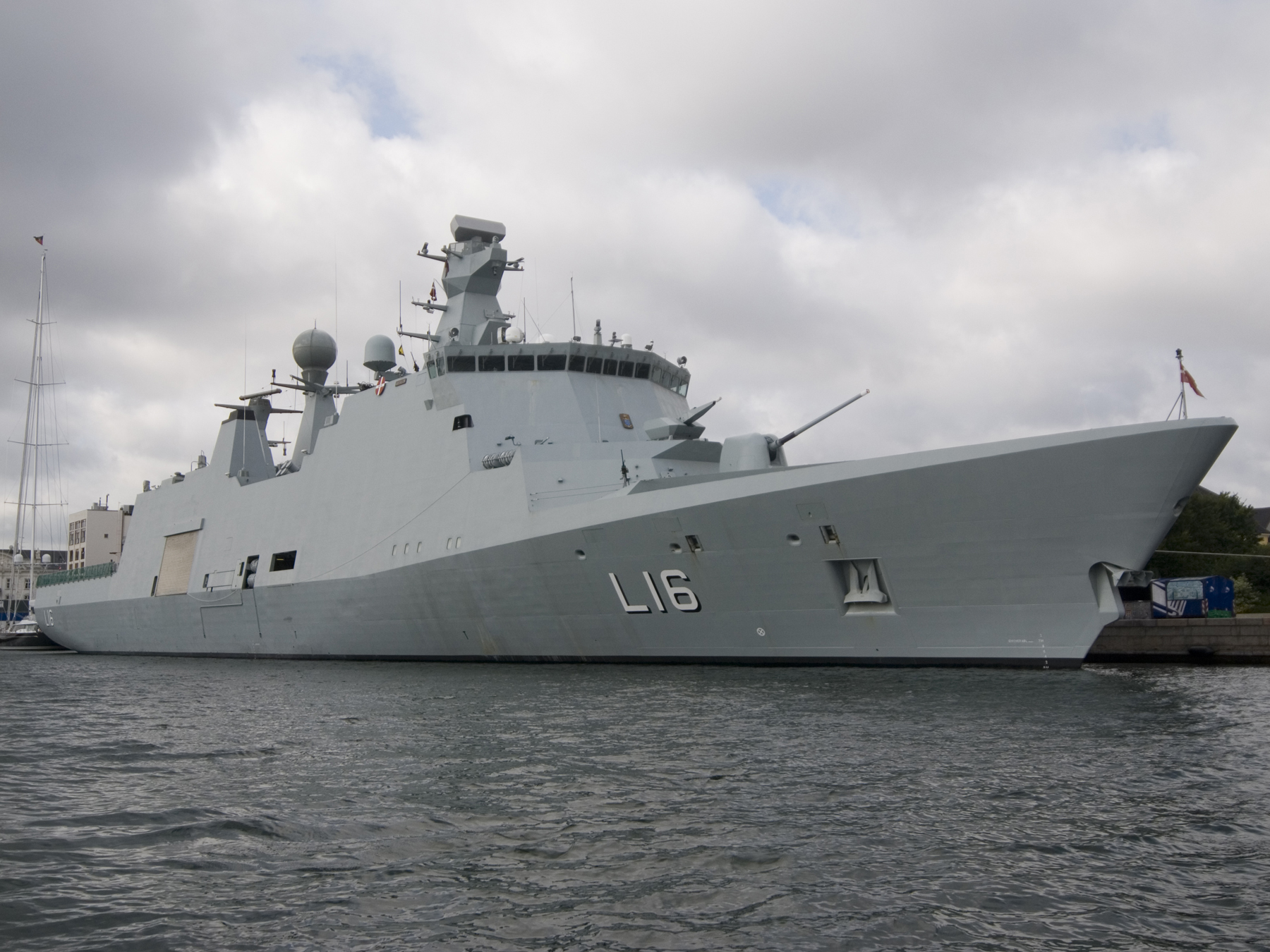
HDMS Absalon

Odense Staalskibsværft, eller Lindøværftet, var ett danskt skeppsvarv på Lindø vid Munkebo, utanför Odense på Fyn. Varvet var Fyns största arbetsgivare och år 2005 sysselsattes 3 200 personer.

## Historik
Odense Staalskibsværft grundades av skeppsredaren A.P. Møller 1917–1918 vid Odense kanal nära Odense. Efter andra världskriget växte varvet ur denna lokal. Varvet vid Odense kanal kunde bygga fartyg på upp till omkring 45 000 ton. År 1959 invigdes ett nytt varv i närheten vid Munkebo, dit hela verksamheten efter hand flyttade. År 1969 anlades en torrdocka som kunde klara skepp på upp till 650 000 ton. Varvet då största fartyg, M/T Kirsten Mærsk på 339 300 ton dödvikt, byggdes 1975 under period när varvet hade omkring 6 000 anställda.
Företaget Odense Staalskibsværft växte från 1990-talet också genom uppköp. År 1994 köptes Loksa Shipyard i Estland och 1997 Balti ES, också i Estland, samt Shipbuilding Yard Baltija i Litauen. År 1998 köptes Volkswerft Stralsund i Tyskland, vilket sedan såldes redan 2007 till Hegemanngruppen i Tyskland. År 2007 såldes också Balti ES till Cargotec Corporation. Koncernen Odense Staalskibsværft hade 5 500 anställda 2007.
I augusti 2006 levererade varvet världens då största containerfartyg, Emma Mærsk, följt av sju systerfartyg.
A.P. Møller-Mærsk stängde varvet 2012. Området omvandlades till en industripark.

## Byggda fartyg i urval
- 1920  S/S Robert Mærsk på 2 185 ton dödvikt, varvets första levererade fartyg
- 1934 S/S Marieholm, passagerarfartyg  för Svenska Amerikalinjen
- 2004 HDMS Absalon, stabsfartyg för danska Søværnet
- 2006–2008 Sju containerfartyg av E-klass på 170 000 ton vardera för A.P. Møller-Mærsk A/S
- 2011 Tre fregatter i Iver Huitfeldt-klass för danska Søværnet